# Ahmed Abu Jummaisa
Ahmed Abu Jummaisa († 1889) war ein islamisch-politischer Führer im Sudan.
Ahmed Abu Jummaisa erklärte sich im Zuge der Machtkämpfe nach dem Tod des Anführers der Mahdisten Muhammad Ahmad 1885 zum neuen Mahdi. Er kämpfte gegen die fortschreitende Verweltlichung der Mahdisten. Dabei verbündete er sich mit dem Fur-Sultan Abu Kairat. Der Nachfolger Muhammad Ahmads Abdallahi ibn Muhammad entsandte eine Armee zur Niederschlagung der Bewegung Ahmed Abu Jummaisas. Am 22. Februar 1889 kam es bei El Fascher zur Schlacht. Ahmed Abu Jummaisa, der inzwischen, an den Pocken erkrankt war, starb vor der Entscheidungsschlacht und konnte seine Anhänger nicht inspirieren. Der Aufstand wurde deshalb niedergeschlagen.